# Kajra
Kajra, właśc. Magdalena Kajrowicz-Zapała (ur. 27 kwietnia 1984 w Wałbrzychu) – polska piosenkarka i aktorka, żona piosenkarza Sławomira.

## Życiorys
Ukończyła studia na Wydziale Aktorskim PWST w Krakowie. Od 2015 występuje w zespole muzycznym swojego męża, Sławomira Zapały, z którym zagrała m.in. na licznych scenach w Polsce, np. na Sylwestrze marzeń z Dwójką Telewizji Polskiej i Sylwestrowej mocy przebojów Polsatu, a także na Krajowym Festiwalu Piosenki Polskiej w Opolu.
Wraz z mężem współprowadziła programy muzyczne TVP: Big Music Quiz i Tak to leciało!. W 2021 w parze z Rafałem Maserakiem została finalistką 12. edycji programu rozrywkowego Dancing with the Stars. Taniec z gwiazdami w telewizji Polsat.

## Życie prywatne
W 2011 wyszła za aktora i piosenkarza Sławomira Zapałę, którego poznała podczas studiów. Mają syna Kordiana (ur. 9 września 2016).

## Filmografia
- 2021: Misja – Kajra Septa
- 2021–2022: Na dobre i na złe – Marianna
- 2016: Na noże – Kasia
- 2015: Komisarz Alex – pielęgniarka Izabella Łaniewska
- 2014: Blondynka – pacjentka
- 2014: Prawo Agaty – Agnieszka Marciniak
- 2014: Przyjaciółki – Marta
- 2013: Ojciec Mateusz – nauczycielka Maryla
- 2012: Na krawędzi – Viola
- 2011–2012: M jak miłość – Glińska
- 2011: Rezydencja – Karina
- 2011: Unia serc – pracownica ksero
- 2010: Chichot losu – Jola
- 2010: Hotel 52 – Marzena
- 2009: Czas honoru – Sara
- 2009: Siostry – Kasia Kolonko
- 2009: Zero – dziewczyna
- 2008: Trzeci oficer – zakonnica w hospicjum

## Programy telewizyjne
- 2018: Big Music Quiz – współprowadząca
- 2021: Dancing with the Stars. Taniec z gwiazdami – uczestniczka, zajęła 2. miejsce
- od 2022: Tak to leciało! – asystentka prowadzącego